# كينيث كيلرمان
كينيث كيلرمان (بالإنجليزية: Kenneth Kellermann)‏ هو عالم فلك أمريكي، ولد في 1 يوليو 1937 في نيويورك في الولايات المتحدة.